# Michael John Zielinski
Michael John Zielinski OSB Oliv. (ur. 11 kwietnia 1953 w Lakewood w stanie Ohio) – amerykański duchowny katolicki, w latach 2007–2012 wiceprzewodniczący Papieskiej Komisji ds. Kościelnych Dóbr Kultury oraz Papieskiej Komisji Archeologii Sakralnej.

## Życiorys
8 września 1977 otrzymał święcenia kapłańskie w zakonie oliwetów. Pracował w klasztorach w kraju oraz we Florencji, gdzie jednocześnie odbywał studia z psychologii. W latach 1996–1999 był wykładowcą na uniwersytecie w Sienie.
8 maja 2007 został mianowany przez Benedykta XVI wiceprzewodniczącym Papieskiej Komisji ds. Kościelnych Dóbr Kultury oraz Papieskiej Komisji Archeologii Sakralnej.